# アフター・ザ・ウォー
『アフター・ザ・ウォー』（After the War）は、北アイルランドのギタリスト、ゲイリー・ムーアが1989年に発表した9作目のスタジオ・アルバム。

## 背景
前作『ワイルド・フロンティア』に引き続き、ニール・カーターとボブ・デイズリーが主要メンバーとして参加。また、コージー・パウエルが大半の曲でドラムスを担当した。パウエルは本作に伴うツアーのリハーサルにも参加したが、最終的にはパウエルは離脱し、クリス・スレイドがツアー・ドラマーとなった。パウエルは1996年に行われたインタビューで、当時のことについて「彼（ムーア）はリハーサルの間中、ドラムマシンに合わせろとか、以前のアルバムの音に一音一音合わせろとか言ってきて俺を悲しませた。2時間のショウなのに、やり過ぎじゃないかと思ったよ」と語っている。
「レッド・クローンズ」は、当時「レッド・ツェッペリンを真似している」と批判されていたキングダム・カムやホワイトスネイクのパロディで、オジー・オズボーンがリード・ボーカルを取った。「ザ・メシア・ウィル・カム・アゲイン（メシアが再び）」はロイ・ブキャナンのカヴァー。
ムーアはシン・リジィのアルバム『脱獄』（1976年）からの曲「エメラルド」も録音しており、このヴァージョンはCDシングル「アフター・ザ・ウォー」のカップリング曲としてリリースされて、後に本作のリマスターCDにボーナス・トラックとして追加収録された。

## リリース
LPは8曲入りだったが、同時に発売されたCDは、アルバムの冒頭と最後に「ダンルース」が、6曲目に「ザ・メシア・ウィル・カム・アゲイン（メシアが再び）」がそれぞれ追加されて11曲入りとなった。また、リマスターCDでは更に4曲のボーナス・トラックが追加された。

## 反響
本作からの先行シングル「アフター・ザ・ウォー」は全英シングルチャートで37位に達し、ノルウェーのシングル・チャートでは5週連続でトップ10入りして最高4位を記録。
続いて発表された本作は、ドイツのアルバム・チャートでは2位に達し、自身初のトップ5入りを果たす。ノルウェーのアルバム・チャートでは合計8週トップ20入りして最高3位を記録。全英アルバムチャートでは前作『ワイルド・フロンティア』ほどの成功を得られず、5週チャート圏内に入り最高23位にとどまった。
その後、「レディ・フォー・ラヴ」がシングル・カットされて全英56位を記録した。

## 収録曲
「ダンルース」「ザ・メシア・ウィル・カム・アゲイン（メシアが再び）」はインストゥルメンタル。

### LP

#### Side A
1. アフター・ザ・ウォー - "After the War" (Gary Moore) - 4:17
2. スピーク・フォー・ユアセルフ - "Speak for Yourself" (G. Moore, Neil Carter) - 3:43
3. リヴィン・オン・ドリームス - "Livin' on Dreams" (G. Moore) - 4:15
4. レッド・クローンズ - "Led Clones" (G. Moore, N. Carter) - 6:09

#### Side B
1. ラニング・フロム・ザ・ストーム - "Running from the Storm" (G. Moore) - 4:46
2. ディス・シング・コールド・ラヴ - "This Thing Called Love" (G. Moore) - 3:23
3. レディ・フォー・ラヴ - "Ready for Love" (G. Moore) - 5:43
4. ブラッド・オブ・エメラルズ - "Blood of Emeralds" (G. Moore, N. Carter) - 8:19

### CD
1. ダンルース（パート1） - "Dunluce Pt. 1" (G. Moore) – 1:18
2. アフター・ザ・ウォー - "After the War" (G. Moore) – 4:17
3. スピーク・フォー・ユアセルフ - "Speak for Yourself" (G. Moore, N. Carter) – 3:43
4. リヴィン・オン・ドリームス - "Livin' on Dreams" (G. Moore) – 4:15
5. レッド・クローンズ - "Led Clones" (G. Moore, N. Carter) – 6:09
6. ザ・メシア・ウィル・カム・アゲイン（メシアが再び） - "The Messiah Will Come Again" (Roy Buchanan) – 7:32
7. ラニング・フロム・ザ・ストーム - "Running from the Storm" (G. Moore) – 4:46
8. ディス・シング・コールド・ラヴ - "This Thing Called Love" (G. Moore) – 3:23
9. レディ・フォー・ラヴ - "Ready for Love" (G. Moore) – 5:43
10. ブラッド・オブ・エメラルズ - "Blood of Emeralds" (G. Moore, N. Carter) – 8:19
11. ダンルース（パート2） - "Dunluce Pt. 2" (G. Moore) – 3:50

### リマスターCDボーナス・トラック
1. エメラルド - "Emerald" (Phil Lynott, Scott Gorham, Brian Robertson, Brian Downey) - 4:06
2. オーヴァー・ザ・ヒルズ・アンド・ファー・アウェイ〜望郷の果て（ライヴ） - "Over the Hills and Far Away (Live)" (G. Moore) - 10:16
3. ミリタリー・マン（ライヴ） - "Military Man (Live)" (P. Lynott) - 6:25
4. ワイルド・フロンティア（ライヴ） - "Wild Frontier (Live)" (G. Moore) - 5:01

## 参加ミュージシャン
- ゲイリー・ムーア - ボーカル、ギター
- ニール・カーター - キーボード、バッキング・ボーカル
- ボブ・デイズリー - ベース
- コージー・パウエル - ドラムス

アディショナル・ミュージシャン
- オジー・オズボーン - ボーカル(on "Led Clones")、バッキング・ボーカル（on "Speak For Yourself"）
- アンディ・リチャーズ - キーボード(on "After the War", "Blood of Emeralds")
- ドン・エイリー - キーボード(on "The Messiah Will Come Again", "Running from the Storm", "This Thing Called Love")
- ローレンス・コットル - ベース(on "The Messiah Will Come Again")
- スティーヴ・ピゴット - シーケンス・ベース(on "Ready for Love")
- チャーリー・モーガン - ドラムス(on "After the War")
- サイモン・フィリップス - ドラムス(on "Speak for Yourself", "Blood of Emeralds")
- アンドリュー・エルドリッチ - バッキング・ボーカル(on "After the War", "Speak for Yourself", "Blood of Emeralds")
- クリス・トンプソン - バッキング・ボーカル(on "After the War", "Led Clones", "Ready for Love")
- サム・ブラウン - バッキング・ボーカル(on "Ready for Love")
- ミリアム・ストックリー - バッキング・ボーカル(on "Ready for Love")